# Hans Christian Sørensen (remero, 1986)
Hans Christian Sørensen (28 de noviembre de 1986) es un deportista danés que compitió en remo.
Ganó tres medallas de bronce en el Campeonato Mundial de Remo entre los años 2009 y 2011, y una medalla de plata en el Campeonato Europeo de Remo de 2010.

## Palmarés internacional
| Campeonato Mundial | Campeonato Mundial          | Campeonato Mundial | Campeonato Mundial  |
| Año                | Lugar                       | Medalla            | Prueba              |
| ------------------ | --------------------------- | ------------------ | ------------------- |
| 2009               | Poznań (Polonia)            | Medalla de bronce  | Cuatro scull ligero |
| 2010               | Cambridge (Nueva Zelanda)   | Medalla de bronce  | Cuatro scull ligero |
| 2011               | Bled (Eslovenia)            | Medalla de bronce  | Cuatro scull ligero |
| Campeonato Europeo |                             |                    |                     |
| Año                | Lugar                       | Medalla            | Prueba              |
| 2010               | Montemor-o-Velho (Portugal) | Medalla de plata   | Cuatro scull ligero |